# Когато Марни беше там
„Когато Марни беше там“ (на японски: 思い出のマーニー) е японски детски анимационен филм от 2014 г. на режисьора Хиромаса Йонебаяши, който е съсценарист с Масаши Андо и Кеико Нива. Той е продукция на „Студио Гибли“ и се разпространява в Япония от „Тохо“. Филмът е адаптация на едноименния роман, написан от Джоун Гейл Робинсън през 1967 г.
Филмът разказва за Ана, която прекарва ваканцията си в град, който се намира във влажните зони на Коширо в Хокайдо. Тя се натъква на близко изоставено имение, където среща мистериозното момиче Марни, която я моли да обещае да запази тайните ѝ от всички. Докато лятото продължава, Ана прекарва повече време с Марни и научава истината за собствения си произход и семейство.
Филмът включва последната работа за „Студио Гибли“ на аниматорката Макико Футаки, която умира през май 2016 г. Това е също последният филм, в който Йонебаяши режисира за „Гибли“ преди да премине в „Студио Понок“. Филмът получава позитивни отзиви от критиката, която оценява високо анимацията, музиката, вокалните изпълнения и емоционалния сюжет. Филмът излиза по кината на 19 юли 2014 г., и е издаден на DVD и Blu-ray на 18 март 2015 г. Той е номиниран за за най-добър анимационен филм на 88-те награди Оскар, но губи от „Отвътре навън“.

## Озвучаващ състав
| Персонаж                            | Японски език                                                | Английски език                                                                                     |
| ----------------------------------- | ----------------------------------------------------------- | -------------------------------------------------------------------------------------------------- |
| Ана Сасаки                          | Сара Такацуки                                               | Хейли Стайнфелд                                                                                    |
| Марни                               | Катсуми Аримура (като малка) Риоко Морияма (като възрастна) | Киърнън Шипка (като тийнейджърка) Тейлър Оутъм Бейтман (като малка) Катрин О'Хара (като възрастна) |
| Саяка                               | Хана Сугисаки                                               | Ейва Акрес                                                                                         |
| Хисако                              | Хитоми Куроки                                               | Ванеса Уилямс Мила Бренър (като малка)                                                             |
| Юрико Сасаки                        | Нанако Матсушима                                            | Джина Дейвис                                                                                       |
| Кийомаса Ойва                       | Сусуму Тераджима                                            | Джон Райли                                                                                         |
| Сетсу Ойва                          | Тоши Негиши                                                 | Грей Делайл                                                                                        |
| Бавачката                           | Кадзуко Йошиюки                                             | Елън Бърстин                                                                                       |
| Тоичи                               | Кен Ясуда                                                   | Фред Таташор                                                                                       |
| Г-жа Кадоя                          |                                                             | Кати Бейтс                                                                                         |
| Нобуко Кадоя                        | Акико Юритсуне                                              | Рейни Родригес                                                                                     |
| Доктор Ямашита                      | Йо Ойзуми                                                   | Боб Бъргън                                                                                         |
| Кварталният служител на асоциацията | Такума Отоо                                                 | |
| Учител по изкуство                  | Хироюки Морисаки                                            | |
| Емили                               | Ренге Ишикава                                               | Ашли Джонсън                                                                                       |
| Казукихо                            |                                                             | Джеймс Сай                                                                                         |
| Такеши Дой                          |                                                             | Майки Кели                                                                                         |
| Бащата на Марни                     | Шигеюки Тотсуги                                             | Ерик Бауза                                                                                         |
| Майката на Марни                    |                                                             | Кари Уолгрън                                                                                       |

## Премиера
Филмът е издаден по киносалоните в Япония на 19 юли 2014 г. На 14 януари 2015 г. „Джи Кидс“ обяви, че разпространи филма за северноамериканското си издание на 22 май 2015 г. Премиерата на филма се състои в Международния детски филмов фестивал на Ню Йорк на 27 февруари 2015 г. Великобританската премиера на филма се състои и в Лондонския филмов фестивал на 10 октомври 2015 г., а широкоекранната му премиера се състои на 10 юни 2016 г.
Филмът е пуснат на Blu-ray и DVD в Япония от Walt Disney Studios Japan на 18 март 2015 г., а по-късно – в Америка от Universal Pictures Home Entertainment на 6 октомври 2015 г.